# Tour de Vendée 2010
La 39e édition du Tour de Vendée  a eu lieu le dimanche 3 octobre 2010. Il s'agit de la dernière épreuve de la Coupe de France de cyclisme sur route 2010.

## Présentation

### Participants

#### Équipes
16 équipes participent à cette édition : 5 équipes ProTeams, 8 équipes continentales professionnelles et 3 équipes continentales.

## Classement final

### Classement général
|    | Coureur             | Pays     | Équipe                  |    | Temps           |
| -- | ------------------- | -------- | ----------------------- | -- | --------------- |
| 1  | Koldo Fernández     | Espagne  | Euskaltel-Euskadi       | en | 4 h 44 min 07 s |
| 2  | Davide Appollonio   | Italie   | Cervélo TestTeam        | +  | m.t             |
| 3  | Jonathan Hivert     | France   | Saur-Sojasun            |    | m.t             |
| 4  | Cédric Pineau       | France   | Roubaix Lille Métropole |    | m.t             |
| 5  | Baptiste Planckaert | Belgique | Landbouwkrediet         |    | m.t             |
| 6  | Maxime Vantomme     | Belgique | Katusha                 |    | m.t             |
| 7  | Florian Vachon      | France   | Bretagne-Schuller       |    | m.t             |
| 8  | Davy Commeyne       | Belgique | Landbouwkrediet         |    | m.t             |
| 9  | Aristide Ratti      | Italie   | CarmioOro-NGC           |    | m.t             |
| 10 | Leonardo Duque      | Colombie | Cofidis                 |    | m.t             |